# Suro (Portugiesisch-Timor)

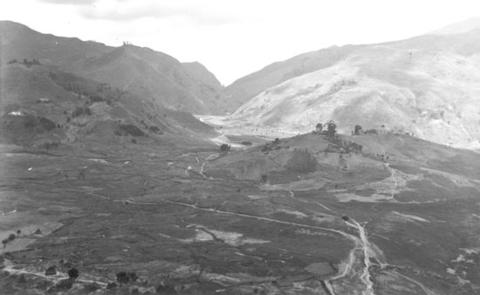
Maubisse im damaligen Suro (um 1940)

Suro (Soro) war eine Verwaltungseinheit in der Kolonie Portugiesisch-Timor. Hauptstadt war zunächst der nach dem portugiesischen Präsidenten António Óscar de Fragoso Carmona umbenannte Ort Vila General Carmona. Heute heißt der Ort wieder Aileu. Nach dem Zweiten Weltkrieg wurde Same Hauptstadt.

## Geschichte
Im Januar 1934 wurde mit den Verwaltungsbezirken (deutsch Circunscrições) ein ziviles Verwaltungssystem für die Kolonie eingeführt. Das Gebiet der heutigen Gemeinden Aileu, Ainaro, Ermera und Manufahi zum Verwaltungsbezirk Suro zusammengefasst. Namensgeber war das Reich Soro (Ainaro) von Aleixo Corte-Real, einem wichtigen Unterstützer der Portugiesen in der Region.
Im Zweiten Weltkrieg besetzten die Japaner 1942 in der Schlacht um Timor die portugiesische Kolonie. Nach der Rückkehr der portugiesischen Kolonialverwaltung wurden zunächst alle Verwaltungseinheiten wieder zentral regiert. Am 18. Juli 1946 wurden die Verwaltungsstrukturen wieder in Kraft gesetzt. Suro wurde wieder zum Verwaltungsbezirk, allerdings kam Aileu zum Kreis (portugiesisch Concelho) Dili und Ermera wurde ein eigenständiger Verwaltungsbezirk. Am 6. November 1956 wurde Manufahi (Same) eigenständig.
Im Mai 1960 wurde Suro zum Kreis (portugiesisch Concelho) erhoben und 1967 zum Kreis Ainaro.

## Geographie und Gliederung

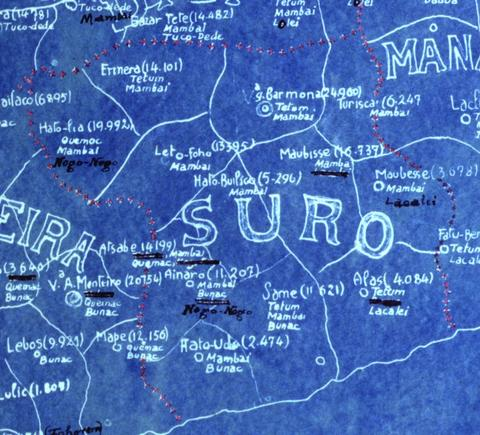
Historische Karte von Suro mit seinen Postos, deren Einwohnerzahlen und den dort gesprochenen Sprachen (Álbum Fontoura)

1934 grenzte Suro im Norden an den Verwaltungsbezirk (ab 1940 Kreis) Dili, im Osten an den Verwaltungsbezirk Manatuto und im Westen an den Verwaltungsbezirk Fronteira. Im Süden lag die Timorsee. 1946 wurden Ermera und Aileu abgetrennt, 1956 Manufahi.
| Posto                | Einwohnerzahl | Später zugehörig zum Kreis                |
| -------------------- | ------------- | ----------------------------------------- |
| Ainaro               | 11.207        | Kreis Ainaro ab 1967                      |
| Hato-Udo             | 2.474         | Kreis Ainaro ab 1967                      |
| Hato-Builico         | 5.296         | Kreis Ainaro ab 1967                      |
| Maubisse             | 16.737        | Kreis Ainaro ab 1967                      |
| Turiscai             | 6.247         | Verwaltungsbezirk Manufahi (Same) ab 1956 |
| Maubesse             | 3.678         | Verwaltungsbezirk Manufahi (Same) ab 1956 |
| Alas                 | 4.084         | Verwaltungsbezirk Manufahi (Same) ab 1956 |
| Same                 | 11.621        | Verwaltungsbezirk Manufahi (Same) ab 1956 |
| Vila General Carmona | 24.960        | Kreis Dili ab 1946, ab 1973 Kreis Aileu   |
| Ermera               | 14.101        | Verwaltungsbezirk Ermera ab 1946          |
| Leto-Foho            | 13.395        | Verwaltungsbezirk Ermera ab 1946          |
| Hato-Lia             | 19.992        | Verwaltungsbezirk Ermera ab 1946          |

Turiscai kam zwischen 1956 und 1974 aus geographischen Gründen von Manufahi zurück zum Kreis Ainaro. Im selben Zeitraum wechselte Fatuberlio von Manatuto zum neugeschaffenen Manufahi.